# 深夜妄想族
『深夜妄想族』（しんやもうそうぞく）は、福島放送で2008年9月27日から2014年3月21日まで毎月第3金曜日の25:25 - 25:55に放送されていた、ローカルバラエティ番組である。MCはなべやかん。

## 概要
夜のFUKUSHIMAを舞台に妄想族が大暴走!ディープな夜を貴方にお届けするバラエティ番組というキャッチフレーズで、2008年6月28日にパイロット版を放送。同年9月27日からレギュラー放送となる。
当初はフィギュアや映画グッズ、ビール缶のコレクターなど、福島県内の変わった趣味を持つ人々のお宅を訪問するという、MCであるなべやかんの趣味を意識した内容が主体であった。他にも県内の夜の繁華街を訪れたり、「夜のお悩み相談室」というコーナーを設けたりするなど、深夜帯での放送を強く意識して怪しげな雰囲気を打ち出すものとなっていた。
2009年中盤頃からは日中のロケが増え、レギュラー陣が福島県内外の観光スポットを訪れたり、酒造りやスポーツなどさまざまなチャレンジをしながら、まったり過ごすという内容へと徐々に路線を変更。2011年の東日本大震災発生以降は、避難所でラーメンの炊き出しをしたり、福島県産食品のPRイベントに参加したりするなど、福島の復興支援に協力する内容が増えていた。
2011年10月3日から、CS局のエンタメ〜テレでも放送開始（エンタメ〜テレセレクション47にて）。

## 出演者
- なべやかん
- 小沼寿恵 - いわき市出身

加えて郡山市のラーメン店「ますや」のマスターがほぼ毎回出演。実質的なレギュラーとなっていた。